# Coripata
Coripata är en ort i Bolivia.   Den ligger i departementet La Paz, i den centrala delen av landet, 400 km nordväst om huvudstaden Sucre. Coripata ligger 1 688 meter över havet och antalet invånare är 2 107.
Terrängen runt Coripata är huvudsakligen bergig, men den allra närmaste omgivningen är kuperad. Terrängen runt Coripata sluttar österut. Runt Coripata är det glesbefolkat, med 11 invånare per kvadratkilometer.. Närmaste större samhälle är Chulumani, 14,2 km sydost om Coripata. 
Omgivningarna runt Coripata är en mosaik av jordbruksmark och naturlig växtlighet.